# Tuyến hỏa xa ngầm

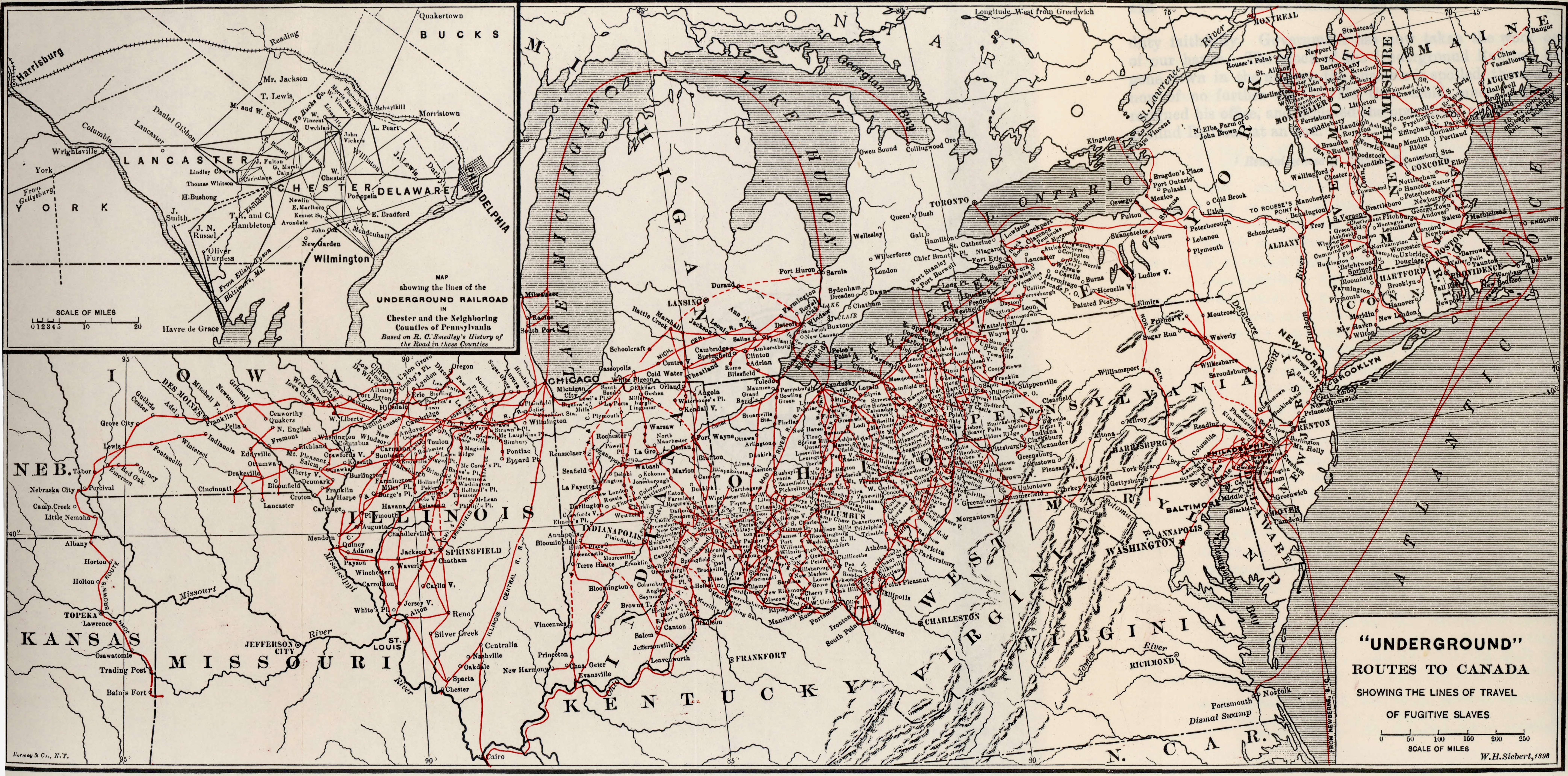
Bản đồ các đường trốn trên Tuyến hỏa xa ngầm

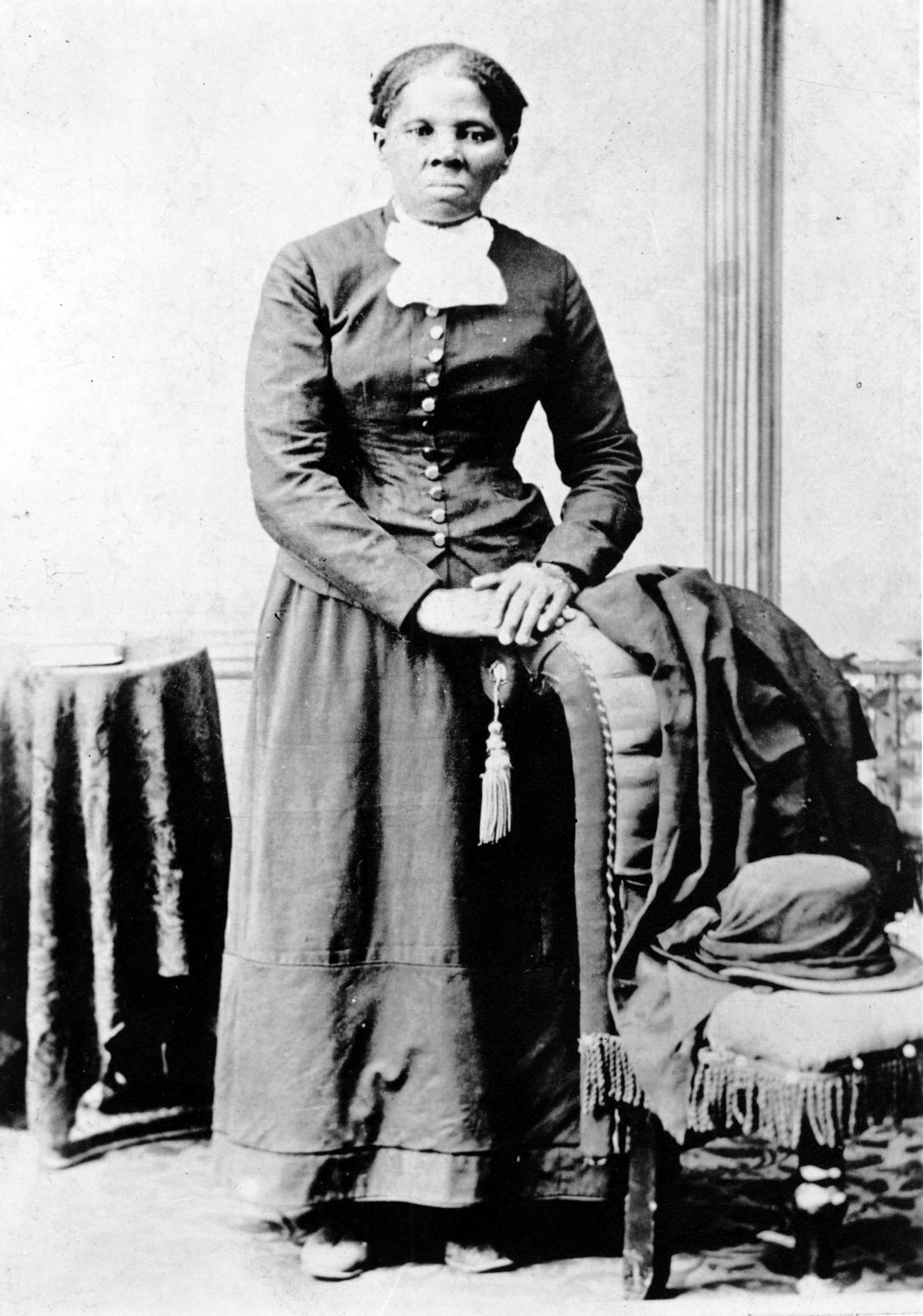
Hình Harriet Tubman do H. B. Lindsley chụp khoảng 1870. Bà Tubman qua lại tới miền Nam trên Tuyến hỏa xa ngầm 13 lần để giúp giải phóng hơn 70 người.

Tuyến hỏa xa ngầm hay Đường sắt ngầm (tiếng Anh: Underground Railroad) là một mạng lưới đường trốn và ngôi nhà an toàn bí mật được sử dụng bởi các nô lệ gốc Phi tại Hoa Kỳ để chạy trốn tới các tiểu bang tự do và Canada nhờ sự giúp đỡ của những người theo chủ nghĩa bãi nô và những người thông cảm. Thuật ngữ này cũng chỉ đến những người theo chủ nghĩa bãi nô, cả Mỹ da trắng và da đen, cả người tự do và nô lệ, mà đều giúp đỡ những người lánh nạn. Các tuyến khác dẫn đến México hoặc hải ngoại. Tuy một "tuyến hỏa xa ngầm" chạy về phía nam đến Florida, hồi đó là một lãnh thổ Tây Ban Nha, từ cuối thế kỷ 17 cho đến ngay sau Cách mạng Mỹ, nhưng mạng lưới hiện nay thường được gọi là Tuyến hỏa xa ngầm được sáng lập vào đầu thế kỷ 19 và đạt tới đỉnh cao nhất từ 1850 đến 1860. Có ước lượng rằng, vào năm 1850, 100.000 nô lệ đã chạy trốn trên "đường sắt" này. Bắc Mỹ thuộc Anh, một khu vực cấm chế độ nô lệ, là một nơi chốn cuối cùng của nhiều người, tại vì có nhiều nơi băng qua biên giới dài. Theo chuyện kể, hơn 30.000 người chạy tới đấy trên mạng lưới trong thời kỳ 20 năm thông dụng nhất, nhưng thống kê từ Điều tra dân số Hoa Kỳ chỉ đếm 6.000 người.